# Mercedes-Benz Antos

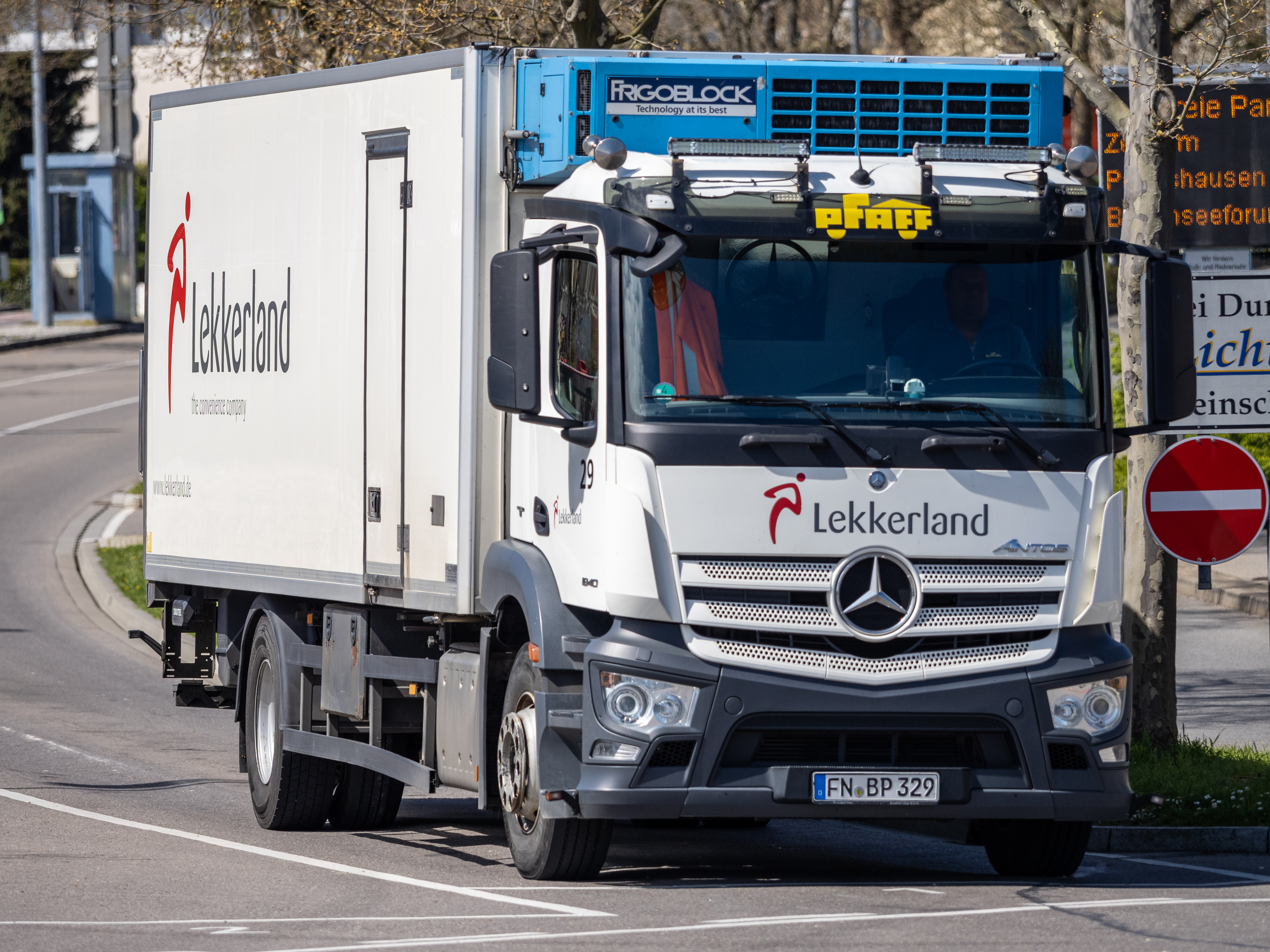
Mercedes-Benz Antos 1840 Lekkerland

Mercedes-Benz Antos – ciężarony pojazd użytkowy produkowany przez Daimler Truck, pod marką Mercedes-Benz. Wraz z Arocsem zastąpił model Axor. Został zapowiedziany w maju 2012 roku, a jego oficjalna premiera została zaplanowana na wrzesień 2012 roku.
Antos jest dostępny jako ciężarówka z platformą lub ciągnik siodłowy o rozstawie osi od 2650 mm (104,3 cala) do 6700 mm (263,8 cala) i masie od 18 ton.
Antos jest dostępny w 13 wariantach mocy od 175 kW (238 KM; 235 KM) do 375 kW (510 KM; 503 KM), wszystkie z 6-cylindrowymi silnikami spełniającymi normę Euro 6 w trzech rozmiarach: OM 936 o pojemności 7,7 l, OM 470 o pojemności 10,7 l i OM 471 o pojemności 12,8 l.